# Лаурсен, Якоб
Якоб Таусен-Лаурсен (дат. Jacob Thaysen-Laursen; род. 6 октября 1971, Вайле) — датский футболист, выступавший на позиции защитника. Известен по выступлениям за «Силькеборг», «Дерби Каунти» и сборную Дании. Участник чемпионата мира 1998, чемпионата Европы 1996 года, а также Олимпийских игр в Барселоне.

## Клубная карьера
Лаурсен родился в Вайле и начал выступления за местный клуб «Вайле». В 1989 году он был признан лучшим молодым футболистом Дании. После Олимпийских игр в Барселоне Якоб перешёл в «Силькеборг». В 1994 году он помог команде выиграть чемпионат Дании. В 1996 году Лаурсен перешёл в английский «Дерби Каунти». Сумма трансфера составила 500 тыс. фунтов. За команду он провел более 100 матчей, а в сезоне 1998/1999 был признан лучшим футболистом года в клубе.
Летом 2000 года Лаурсен вернулся в Данию, где заключил контракт с клубом «Копенгаген». В 2001 году Якоб во второй раз выиграл чемпионат Дании. Зимой 2002 года Лаурсен потерял место в основе и покинул команду. Он принял приглашение английского «Лестер Сити». За новую команду Якоб сыграл 10 матчей, после чего у него произошёл конфликт с руководством клуба и в краткосрочную аренду в «Вулверхэмптон Уондерерс». После «волков» Лаурсен вернулся на родину, в «Орхус», также на правах аренды. В сезоне 2002/2003 он должен был вновь уехать в аренду, но отказался выступать за греческий ПАОК. В ноябре 2002 года он покинул «Лестер» по свободному трансферу. В апреле 2003 года Лаурсен подписал контракт с венским Рапидом, но вскоре покинул команду. Он вернулся в Данию, где один сезон провел в клубе одной из низших лиг «Фредериции», в 2005 году Лаурсен завершил карьеру футболиста.

## Международная карьера
В 1992 году Лаурсен принял участие в Олимпийских играх в Барселоне. На турнире он сыграл во всех трех матчах. 8 января 1995 года в матче Кубка Короля Фахда против сборной Саудовской Аравии Якоб дебютировал за сборную Дании. На турнире он принял участие во всех матчах и выиграл золотые медали. В 1996 году Лаурсен был включен в заявку на участие в чемпионате Европы в Англии. На турнире он принял участие во встрече против сборной Хорватии. На турнире во Франции Якоб был резервным футболистом и сыграл только в матче против сборной Франции.

## Статистика

### Матчи Лаурсена за сборную Дании
| Матчи Лаурсена за сборную Дании | Матчи Лаурсена за сборную Дании | Матчи Лаурсена за сборную Дании | Матчи Лаурсена за сборную Дании | Матчи Лаурсена за сборную Дании | Матчи Лаурсена за сборную Дании |
| ------------------------------- | ------------------------------- | ------------------------------- | ------------------------------- | ------------------------------- | ------------------------------- |
| №                               | Дата                            | Соперник                        | Счёт                            | Голы Лаурсена                   | Соревнование                    |
| 1                               | 8 января 1995                   | Саудовская Аравия               | 2:0                             | —                               | Кубок короля Фахда 1995         |
| 2                               | 10 января 1995                  | Мексика                         | 1:1                             | —                               | Кубок короля Фахда 1995         |
| 3                               | 13 января 1995                  | Аргентина                       | 2:0                             | —                               | Кубок короля Фахда 1995         |
| 4                               | 29 марта 1995                   | Кипр                            | 1:1                             | —                               | Чемпионат Европы 1996 (отбор)   |
| 5                               | 26 апреля 1995                  | Македония                       | 1:0                             | —                               | Чемпионат Европы 1996 (отбор)   |
| 6                               | 31 мая 1995                     | Финляндия                       | 1:0                             | —                               | Товарищеский матч               |
| 7                               | 7 июня 1995                     | Кипр                            | 4:0                             | —                               | Чемпионат Европы 1996 (отбор)   |
| 8                               | 16 августа 1995                 | Армения                         | 2:0                             | —                               | Чемпионат Европы 1996 (отбор)   |
| 9                               | 6 сентября 1995                 | Бельгия                         | 3:1                             | —                               | Чемпионат Европы 1996 (отбор)   |
| 10                              | 11 октября 1995                 | Испания                         | 1:1                             | —                               | Чемпионат Европы 1996 (отбор)   |
| 11                              | 24 апреля 1996                  | Шотландия                       | 2:0                             | —                               | Товарищеский матч               |
| 12                              | 16 июня 1996                    | Хорватия                        | 0:3                             | —                               | Чемпионат Европы 1996           |
| 13                              | 14 августа 1996                 | Швеция                          | 1:0                             | —                               | Товарищеский матч               |
| 14                              | 1 сентября 1996                 | Словения                        | 2:0                             | —                               | Чемпионат мира 1998 (отбор)     |
| 15                              | 9 октября 1996                  | Греция                          | 2:1                             | —                               | Чемпионат мира 1998 (отбор)     |
| 16                              | 9 ноября 1996                   | Франция                         | 1:0                             | —                               | Товарищеский матч               |
| 17                              | 29 марта 1997                   | Хорватия                        | 1:1                             | —                               | Чемпионат мира 1998 (отбор)     |
| 18                              | 30 апреля 1997                  | Словения                        | 4:0                             | —                               | Чемпионат мира 1998 (отбор)     |
| 19                              | 8 июня 1997                     | Босния и Герцеговина            | 2:0                             | —                               | Чемпионат мира 1998 (отбор)     |
| 20                              | 20 августа 1997                 | Босния и Герцеговина            | 0:3                             | —                               | Чемпионат мира 1998 (отбор)     |
| 21                              | 25 марта 1998                   | Шотландия                       | 1:0                             | —                               | Товарищеский матч               |
| 22                              | 28 мая 1998                     | Швеция                          | 0:3                             | —                               | Товарищеский матч               |
| 23                              | 24 июня 1998                    | Франция                         | 1:2                             | —                               | Чемпионат мира 1998             |
| 24                              | 18 августа 1999                 | Нидерланды                      | 0:0                             | —                               | Товарищеский матч               |
| 25                              | 17 ноября 1999                  | Израиль                         | 3:0                             | —                               | Чемпионат Европы 2000 (отбор)   |

Итого: 25 матчей / 0 голов; 16 побед, 5 ничьих, 4 поражения.

## Достижения
Командные
«Силькеборг»
- Чемпионат Дании по футболу — 1993/94

«Копенгаген»
- Чемпионат Дании по футболу — 2000/01

Дания
- Кубок Короля Фахда — 1995

Индивидуальные
- Лучший молодой футболист Дании — 1999
- Лучший футболист сезона «Дерби Каунти» — 1998/1999